# Ludwig Schleiden
Ludwig Schleiden, född den 4 december 1802 i Aachen, död där den 7 september 1862, var en tysk porträtt-, historie- och landskapsmålare.
Scheiden var elev hos Johann Baptist Joseph Bastiné i hemstaden och bedrev vidare studier i Paris. Därefter återvände han till Aachen och var verksam där till sin död. Med Schleiden företog Heinrich Franz Carl Billotte sina dagliga promenader. Sedan senast 1931 tillhör de båda vännernas självporträtt de konstverk som bildar samlingarna i Suermondt-Ludwig-Museum i Aachen. Omkring 1830 porträtterade han Frankenburg, även känd som Burg Frankenberg. 1846 restaurerade han Karl den stores porträtt för Aachens rådhus.